# 憤怒鳥玩電影3
《憤怒鳥玩電影3》（英語：The Angry Birds Movie 3）是一部2027年美國電腦動畫喜劇電影，2019年電影《憤怒鳥玩電影2：冰的啦！》的續集，改編自羅維奧娛樂出品的電子遊戲《憤怒鳥》系列，由約翰·萊斯執導，索普·范·奧爾曼編劇，傑森·蘇戴西斯、喬許·蓋德、瑞秋·布魯、丹尼·麥布萊、愛瑪·梅耶斯、琪琪·帕瑪、莉莉·詹姆斯、提姆·羅賓森、沃克·斯克堡、山姆·理查森、麥崔伊·拉曼克莉希南以及妮基·格拉瑟配音。
《憤怒鳥玩電影3》由派拉蒙影業排定2027年1月29日於美國上映。

## 配音員
- 傑森·蘇戴西斯聲演銳德（Red）
- 喬許·蓋德聲演恰克（Chuck）
- 瑞秋·布魯聲演筋斗銀（Silver）
- 丹尼·麥布萊聲演砰伯（Bomb）
- 愛瑪·梅耶斯
- 琪琪·帕瑪
- 莉莉·詹姆斯
- 提姆·羅賓森（英语：Tim Robinson (comedian)）
- 沃克·斯克堡
- 山姆·理查森（英语：Sam Richardson (actor)）
- 麥崔伊·拉曼克莉希南
- 妮基·格拉瑟（英语：Nikki Glaser）
- 馬塞洛·赫南德茲（英语：Marcello Hernandez）
- 詹姆斯·奧斯汀·強森（英语：James Austin Johnson）
- 桑姆·威斯特（Psalm West）
- 安娜·卡思卡特（英语：Anna Cathcart）

## 製作
2020年4月，據報導索尼影視娛樂正在開發《憤怒鳥玩電影3》，計劃於2021年開始製作。
2024年6月，羅維奧娛樂正式宣布正在製作《憤怒鳥玩電影3》。該片將由世嘉颯美控股與主焦點工作室共同製作，天下一電影、飛輪媒體（Flywheel Media）和電通亦會參與製作，雙重否定動畫擔任動畫製作；而索尼退出製作。約翰·萊斯（John Rice）接下導筒，索普·范·奧爾曼撰寫劇本，約翰·寇恩（John Cohen）、丹尼爾·居巴（Dan Chuba）、卡拉·康納（Carla Connor）和納米特·馬霍特拉擔任製片人，而傑森·蘇戴西斯和喬許·蓋德回歸，分別聲演銳德（Red）和恰克（Chuck）。
2025年4月，宣布派拉蒙影業獲得本片的發行權。此外，瑞秋·布魯和丹尼·麥布萊回歸，分別聲演筋斗銀（Silver）和砰伯（Bomb）。愛瑪·梅耶斯、琪琪·帕瑪、莉莉·詹姆斯、提姆·羅賓森、沃克·斯克堡、山姆·理查森、麥崔伊·拉曼克莉希南、妮基·格拉瑟、馬塞洛·赫南德茲、詹姆斯·奧斯汀·強森、桑姆·威斯特（Psalm West）和安娜·卡思卡特加入配音陣容。

## 發行
《憤怒鳥玩電影3》由派拉蒙影業排定2027年1月29日於美國上映。

## 外部連結
- 互联网电影数据库（IMDb）上《憤怒鳥玩電影3》的资料（英文）
- Box Office Mojo上《憤怒鳥玩電影3》的資料（英文）
- 爛番茄上《憤怒鳥玩電影3》的資料（英文）
- AllMovie上《憤怒鳥玩電影3》的资料（英文）
- 豆瓣电影上《憤怒鳥玩電影3》的資料 （简体中文）